# 飯田町 (長野県)
飯田町（いいだまち）は、長野県下伊那郡にあった町。現在の飯田市中心部、松川左岸にあたる。

## 地理
- 河川：松川

## 歴史
- 1875年（明治8年）7月29日 - 飯田城下20町（町人町の桜町・伝馬町・松尾町・番匠町・池田町・田町・大横町・本町・知久町と武家町の江戸町・仲ノ町・馬場町・北主税町・主税町・追手町・常盤町・扇町・荒町・梅南小路・殿町）が合併して飯田町となる[1]。
- 1889年（明治22年）4月1日 - 町村制の施行により、飯田町および上飯田村の一部（野底・新町・浜井場・下大雄寺・水の手・愛宕坂・箕瀬・大王路）の区域をもって飯田町が発足。
- 1929年（昭和4年）4月1日 - 上飯田村の一部（新田・野底・小島井・字浜井場・字下大雄寺・水手坂・愛宕坂・箕瀬町・大雄寺）を編入。
- 1937年（昭和12年）4月1日 - 上飯田町と合併して飯田市が発足。同日飯田町廃止。

## 町長
- 上柳喜右衛門

## 交通

### 鉄道路線
- 伊那電気鉄道
  - 伊那電気鉄道線（現・東海旅客鉄道飯田線）
    - 飯田駅 - 桜町停留場（現・桜町駅）

## 注
1. ↑  飯田市中心市街地における商業機能の変容 筑波大学